# Azay-le-Rideau
 Azay-le-Rideau  es una población y comuna francesa, situada en la región de  Centro, departamento de Indre y Loira, en el distrito de Chinon y cantón de Azay-le-Rideau.

## Demografía
| 1600 | 1750 | 1570 | 1634 | 2105 | 2023 | 2113 | 2034 | 1965 | 2073 | 2063 | 2108 | 2160 | 2116 | 2126 | 2175 | 2280 | 2318 | 2282 | 2142 | 1971 | 2064 | 1977 | 1827 | 2150 | 2234 | 2610 | 2755 | 2749 | 2915 | 3053 | 3100 | 3337 |
| Para los censos de 1962 a 1999 la población legal corresponde a la población sin duplicidades (Fuente: INSEE [Consultar]) |      |      |      |      |      |      |      |      |      |      |      |      |      |      |      |      |      |      |      |      |      |      |      |      |      |      |      |      |      |      |      |      |

## Lugares y monumentos
- Castillo de Azay-le-Rideau
- Castillo de la Chatonnière